# الجرار (القفر)

تعديل مصدري - تعديل

الجرار محلة تابعة لقرية بقلة، التابعة لعزلة بني سيف السافل بمديرية القفر إحدى مديريات محافظة إب في الجمهورية اليمنية، بلغ تعداد سكانها 47 حسب تعداد اليمن لعام 2004.